# 무라카미 가즈키
무라카미 가즈키(일본어: 村上 一樹, 1987년 12월 21일 ~ )는 일본의 축구 선수이다.

## 구단 경력
과거 FC 기후에서 활동하였다.